# Plectorhinchus gaterinus
Plectorhinchus gaterinus (Сладкогуб чорноплямистий) — вид морських риб роду Plectorhinchus з родини Haemulidae. Інша назва «африканський буркотун».

## Опис
Загальна довжина досягає 50 см, зазвичай — 30 см. Спостерігається статевий диморфізм: самці більші за самиць. Спинний плавець доволі довгий, складається з 19-20 м'яких променів і 13 шипів, розділений на 2 частини невеличкою виїмкою. Анальний плавець складається з 7 м'яких променів і 3 шипів.
Тулуб сріблястий з чорними невеличкими плямами у лінію, які покривають боки, спину, спинний, анальний та тазовий плавці. Лоб голови сірий або сіроблакитний. Губи і плавці жовтого кольору. Неповнолітні особини мають подовжні чорні смуги та жовте черево. Здатний видавати звуки за допомогою м'язів, пов'язаних з плавальним міхуром.

## Спосіб життя
Зустрічається біля рифів, піщаних берегів та в лиманах на глибині до 55 м. Утворює невеличкі групи. Живиться переважно донними хребетними, ракоподібними та іншими безхребетними (насамперед морськими хробаками). На нього в свою чергу полюють акули, барракуди, рифові і кам'яні окуні.
Є яйцекладним.
Є незначним об'єктом місцевого рибальства, більше спортивного, його м'ясо має запах йодоформу.

## Розповсюдження
Поширена від Перської затоки та Червоного моря до Наталу (ПАР), островів Маврикій і Мадагаскар та Коморських островів. Є окремі згадки, що зустрічається біля узбережжя Сейшельських островів.

## Акваріумістика
Тримають по декілько особин в акваріумі об'ємом від 1000 л. Температура води повинна бути 25 °C. Ґрунт — грубозернистий пісок. Характер доволі спокійний, зазвичай можна тримати з великими нехижими рибинами інших видів.